# Vorobjovy Gory
Vorobjovy Gory (ryska: Воробьёвы горы) "Sparvbergen" är en tunnelbanestation på Sokolnitjeskajalinjen i Moskvas tunnelbana. Fram till 2001 hette stationen Leninskije Gory (Leninbergen).
Stationen är unik då den är belägen på nedervåningen av en bro. Stationen är hela 270 meter lång, den längsta i systemet, eftersom stationen måste kunna nås från båda sidor av Moskvafloden. Det är också den högst belägna stationen, 15 meter över markytan.
Luzjnetskij-tunnelbanebron, ofta kallad bara "Tunnelbanebron" byggdes 1958. År 1984 stängdes bron för reparation, på grund av rost och eftersatt underhåll. Tunnelbanetågen dirigerades om till temporära broar vid sidan om. Reparationerna pågick i hela 18 år, den 14 december 2002 öppnade den nyrenoverade och omdöpta stationen.